# Teretina
La tribu Teretina va ser una de les 35 tribus romanes amb dret de vot a l'Assemblea Tribal Romana. El seu nom derivava probablement d'un lloc al Camp de Mart, prop del Capitoli, anomenat Terentus, o potser del riu Teres/Trerus, a la Campània.